# 6 Hours of São Paulo 2025

Tor Autódromo José Carlos Pace (Interlagos)

6 Hours of São Paulo 2025 (Rolex 6 Hours of São Paulo 2025)  – długodystansowy wyścig samochodowy, który odbył się 13 lipca 2025 roku jako piąta runda sezonu 2025 serii FIA World Endurance Championship.

## Uczestnicy
Lista startowa została opublikowana 27 czerwca 2025 roku i zawierała 36 zgłoszeń w 2 kategoriach – po 18 w Hypercar i w LMGT3.

## Harmonogram
| Dzień               | Godzina | Sesja                                     | Długość  |
| ------------------- | ------- | ----------------------------------------- | -------- |
| Piątek, 11 lipca    | 11:00   | Pierwsza sesja treningowa                 | 90 minut |
| Piątek, 11 lipca    | 15:45   | Druga sesja treningowa                    | 90 minut |
| Sobota, 12 lipca    | 10:10   | Trzecia sesja treningowa                  | 60 minut |
| Sobota, 12 lipca    | 14:45   | Sesja kwalifikacyjna – LMGT3              | 12 minut |
| Sobota, 12 lipca    | 15:05   | Sesja kwalifikacyjna Hyperpole – LMGT3    | 10 minut |
| Sobota, 12 lipca    | 15:25   | Sesja kwalifikacyjna – Hypercar           | 12 minut |
| Sobota, 12 lipca    | 15:45   | Sesja kwalifikacyjna Hyperpole – Hypercar | 10 minut |
| Niedziela, 13 lipca | 11:30   | Wyścig                                    | 6 godzin |
| Źródło              |         |                                           |          |

## Sesje treningowe
| Klasa          | Zespół                       | Samochód                       | Czas           | Okr.           |
| Sesja pierwsza | Sesja pierwsza               | Sesja pierwsza                 | Sesja pierwsza | Sesja pierwsza |
| -------------- | ---------------------------- | ------------------------------ | -------------- | -------------- |
| Hypercar       | #6 Porsche Penske Motorsport | Porsche 963                    | 1:25,176       | 43             |
| LMGT3          | #87 Akkodis ASP Team         | Lexus RC F LMGT3               | 1:35,010       | 43             |
| Sesja druga    |                              |                                |                |                |
| Hypercar       | #6 Porsche Penske Motorsport | Porsche 963                    | 1:23,508       | 47             |
| LMGT3          | #10 Racing Spirit of Léman   | Aston Martin Vantage AMR LMGT3 | 1:34,493       | 45             |
| Sesja trzecia  |                              |                                |                |                |
| Hypercar       | #8 Toyota Gazoo Racing       | Toyota GR010 Hybrid            | 1:23,695       | 38             |
| LMGT3          | #33 TF Sport                 | Corvette Z06 LMGT3.R           | 1:34,414       | 35             |

## Kwalifikacje
Pole position w każdej kategorii oznaczone jest pogrubieniem. Najszybsze okrążenie w sesjach kwalifikacyjnych również oznaczone jest pogrubieniem.
| Poz.   | Klasa    | Zespół                       | Kwalifikacje | Hyperpole | Poz. s. |
| ------ | -------- | ---------------------------- | ------------ | --------- | ------- |
| 1      | Hypercar | #12 Cadillac Hertz Team JOTA | 1:22,829     | 1:22,570  | 1       |
| 2      | Hypercar | #38 Cadillac Hertz Team JOTA | 1:23,537     | 1:22,670  | 3       |
| 3      | Hypercar | #5 Porsche Penske Motorsport | 1:23,279     | 1:22,834  | 2       |
| 4      | Hypercar | #94 Peugeot TotalEnergies    | 1:23,208     | 1:22,948  | 4       |
| 5      | Hypercar | #20 BMW M Team WRT           | 1:23,391     | 1:23,062  | 5       |
| 6      | Hypercar | #93 Peugeot TotalEnergies    | 1:23,269     | 1:23,101  | 6       |
| 7      | Hypercar | #6 Porsche Penske Motorsport | 1:23,533     | 1:23,159  | 7       |
| 8      | Hypercar | #15 BMW M Team WRT           | 1:23,391     | 1:23,259  | 8       |
| 9      | Hypercar | #83 AF Corse                 | 1:23,595     | 1:23,386  | 9       |
| 10     | Hypercar | #8 Toyota Gazoo Racing       | 1:23,673     | 1:23,496  | 10      |
| 11     | Hypercar | #009 Aston Martin THOR Team  | 1:23,710     |           | 11      |
| 12     | Hypercar | #99 Proton Competition       | 1:23,740     | 13        |         |
| 13     | Hypercar | #007 Aston Martin THOR Team  | 1:23,751     | 12        |         |
| 14     | Hypercar | #50 Ferrari AF Corse         | 1:23,759     | 14        |         |
| 15     | Hypercar | #36 Alpine Endurance Team    | 1:23,770     | 15        |         |
| 16     | Hypercar | #35 Alpine Endurance Team    | 1:23,816     | 16        |         |
| 17     | Hypercar | #51 Ferrari AF Corse         | 1:23,831     | 17        |         |
| 18     | Hypercar | #7 Toyota Gazoo Racing       | 1:24,153     | 18        |         |
| 19     | LMGT3    | #10 Racing Spirit of Léman   | 1:35,340     | 1:33,849  | 19      |
| 20     | LMGT3    | #87 Akkodis ASP Team         | 1:34,488     | 1:33,873  | 20      |
| 21     | LMGT3    | #78 Akkodis ASP Team         | 1:35,193     | 1:33,963  | 21      |
| 22     | LMGT3    | #61 Iron Lynx                | 1:35,156     | 1:34,051  | 22      |
| 23     | LMGT3    | #95 United Autosports        | 1:35,090     | 1:34,219  | 23      |
| 24     | LMGT3    | #59 United Autosports        | 1:34,891     | 1:34,418  | 24      |
| 25     | LMGT3    | #85 Iron Dames               | 1:35,327     | 1:34,433  | 25      |
| 26     | LMGT3    | #88 Proton Competition       | 1:35,032     | 1:34,448  | 26      |
| 27     | LMGT3    | #33 TF Sport                 | 1:35,287     | 1:34,507  | 27      |
| 28     | LMGT3    | #81 TF Sport                 | 1:35,263     | 1:34,952  | 28      |
| 29     | LMGT3    | #54 Vista AF Corse           | 1:35,366     |           | 29      |
| 30     | LMGT3    | #27 Heart Of Racing Team     | 1:35,481     | 30        |         |
| 31     | LMGT3    | #92 Manthey 1ST Phorm        | 1:35,504     | 31        |         |
| 32     | LMGT3    | #46 Team WRT                 | 1:35,536     | 32        |         |
| 33     | LMGT3    | #21 Vista AF Corse           | 1:35,542     | 33        |         |
| 34     | LMGT3    | #77 Proton Competition       | 1:35,554     | 34        |         |
| 35     | LMGT3    | #31 The Bend Team WRT        | 1:36,684     | 35        |         |
| 36     | LMGT3    | #60 Iron Lynx                | —            | 36        |         |
| Źródła |          |                              |              |           |         |

## Wyścig

### Wyniki
Minimum do bycia sklasyfikowanym (70 procent dystansu pokonanego przez zwycięzców wyścigu) wyniosło 169 okrążeń. Zwycięzcy klas są oznaczeni pogrubieniem.
| Poz.          | Klasa                  | Zespół                                          | Kierowcy                                                 | Samochód                       | Opony | Okr. | Czas/Strata   |
| ------------- | ---------------------- | ----------------------------------------------- | -------------------------------------------------------- | ------------------------------ | ----- | ---- | ------------- |
| 1             | Hypercar               | #12 Cadillac Hertz Team JOTA                    | Alex Lynn Norman Nato Will Stevens                       | Cadillac V-Series.R            | M     | 242  | 6:00:19,732   |
| 2             | Hypercar               | #38 Cadillac Hertz Team JOTA                    | Earl Bamber Sébastien Bourdais Jenson Button             | Cadillac V-Series.R            | M     | 242  | +57,016       |
| 3             | Hypercar               | #5 Porsche Penske Motorsport                    | Julien Andlauer Michael Christensen                      | Porsche 963                    | M     | 242  | +58,882       |
| 4             | Hypercar               | #6 Porsche Penske Motorsport                    | Kévin Estre Laurens Vanthoor                             | Porsche 963                    | M     | 241  | +1 okrążenie  |
| 5             | Hypercar               | #20 BMW M Team WRT                              | René Rast Marco Wittmann Sheldon van der Linde           | BMW M Hybrid V8                | M     | 241  | +1 okrążenie  |
| 6             | Hypercar               | #94 Peugeot TotalEnergies                       | Loïc Duval Malthe Jakobsen                               | Peugeot 9X8                    | M     | 240  | +2 okrążenia  |
| 7             | Hypercar               | #93 Peugeot TotalEnergies                       | Paul di Resta Mikkel Jensen                              | Peugeot 9X8                    | M     | 240  | +2 okrążenia  |
| 8             | Hypercar               | #83 AF Corse                                    | Robert Kubica Yifei Ye Philip Hanson                     | Ferrari 499P                   | M     | 240  | +2 okrążenia  |
| 9             | Hypercar               | #36 Alpine Endurance Team                       | Jules Gounon Frédéric Makowiecki Mick Schumacher         | Alpine A424                    | M     | 240  | +2 okrążenia  |
| 10            | Hypercar               | #99 Proton Competition                          | Neel Jani Nico Pino Nicolás Varrone                      | Porsche 963                    | M     | 240  | +2 okrążenia  |
| 11            | Hypercar               | #51 Ferrari AF Corse                            | Alessandro Pier Guidi James Calado Antonio Giovinazzi    | Ferrari 499P                   | M     | 239  | +3 okrążenia  |
| 12            | Hypercar               | #50 Ferrari AF Corse                            | Antonio Fuoco Miguel Molina Nicklas Nielsen              | Ferrari 499P                   | M     | 239  | +3 okrążenia  |
| 13            | Hypercar               | #009 Aston Martin THOR Team                     | Alex Riberas Marco Sørensen                              | Aston Martin Valkyrie          | M     | 239  | +3 okrążenia  |
| 14            | Hypercar               | #7 Toyota Gazoo Racing                          | Mike Conway Kamui Kobayashi Nyck de Vries                | Toyota GR010 Hybrid            | M     | 239  | +3 okrążenia  |
| 15            | Hypercar               | #8 Toyota Gazoo Racing                          | Brendon Hartley Ryō Hirakawa                             | Toyota GR010 Hybrid            | M     | 239  | +3 okrążenia  |
| 16            | Hypercar               | #007 Aston Martin THOR Team                     | Harry Tincknell Tom Gamble                               | Aston Martin Valkyrie          | M     | 238  | +4 okrążenia  |
| 17            | Hypercar               | #15 BMW M Team WRT                              | Dries Vanthoor Raffaele Marciello Kevin Magnussen        | BMW M Hybrid V8                | M     | 222  | +20 okrążeń   |
| 18            | LMGT3                  | #87 Akkodis ASP Team                            | Răzvan Umbrărescu Clemens Schmid José María López        | Lexus RC F LMGT3               | G     | 216  | +26 okrążeń   |
| 19            | LMGT3                  | #81 TF Sport                                    | Tom van Rompuy Rui Andrade Charlie Eastwood              | Corvette Z06 LMGT3.R           | G     | 216  | +26 okrążeń   |
| 20            | LMGT3                  | #10 Racing Spirit of Léman                      | Anthony McIntosh Eduardo Barrichello Valentin Hasse-Clot | Aston Martin Vantage AMR LMGT3 | G     | 216  | +26 okrążeń   |
| 21            | LMGT3                  | #85 Iron Dames                                  | Célia Martin Rahel Frey Michelle Gatting                 | Porsche 911 GT3 R LMGT3 (992)  | G     | 216  | +26 okrążeń   |
| 22            | LMGT3                  | #78 Akkodis ASP Team                            | Arnold Robin Finn Gehrsitz Yūichi Nakayama               | Lexus RC F LMGT3               | G     | 216  | +26 okrążeń   |
| 23            | LMGT3                  | #92 Manthey 1ST Phorm                           | Ryan Hardwick Riccardo Pera Richard Lietz                | Porsche 911 GT3 R LMGT3 (992)  | G     | 215  | +27 okrążeń   |
| 24            | LMGT3                  | #33 TF Sport                                    | Ben Keating Jonny Edgar Daniel Juncadella                | Corvette Z06 LMGT3.R           | G     | 215  | +27 okrążeń   |
| 25            | LMGT3                  | #59 United Autosports                           | James Cottingham Sébastien Baud Grégoire Saucy           | McLaren 720S LMGT3 Evo         | G     | 215  | +27 okrążeń   |
| 26            | LMGT3                  | #95 United Autosports                           | Darren Leung Sean Gelael Marino Satō                     | McLaren 720S LMGT3 Evo         | G     | 215  | +27 okrążeń   |
| 27            | LMGT3                  | #46 Team WRT                                    | Ahmad Al Harthy Valentino Rossi Kelvin van der Linde     | BMW M4 LMGT3                   | G     | 215  | +27 okrążeń   |
| 28            | LMGT3                  | #54 Vista AF Corse                              | Thomas Flohr Francesco Castellacci Davide Rigon          | Ferrari 296 LMGT3              | G     | 215  | +27 okrążeń   |
| 29            | LMGT3                  | #31 The Bend Team WRT                           | Yasser Shahin Pedro Ebrahim Augusto Farfus               | BMW M4 LMGT3                   | G     | 215  | +27 okrążeń   |
| 30            | LMGT3                  | #21 Vista AF Corse                              | François Hériau Simon Mann Alessio Rovera                | Ferrari 296 LMGT3              | G     | 215  | +27 okrążeń   |
| 31            | LMGT3                  | #27 Heart Of Racing Team                        | Ian James Zacharie Robichon Mattia Drudi                 | Aston Martin Vantage AMR LMGT3 | G     | 214  | +28 okrążeń   |
| 32            | LMGT3                  | #60 Iron Lynx                                   | Andrew Gilbert Lorcan Hanafin Fran Rueda                 | Mercedes-AMG LMGT3             | G     | 214  | +28 okrążeń   |
| 33            | Hypercar               | #35 Alpine Endurance Team                       | Paul-Loup Chatin Ferdinand Habsburg Charles Milesi       | Alpine A424                    | M     | 200  | +42 okrążenia |
| Nie ukończyli |                        |                                                 |                                                          |                                |       |      |               |
|               | LMGT3                  | #61 Iron Lynx                                   | Martin Berry Lin Hodenius Maxime Martin                  | Mercedes-AMG LMGT3             | G     | 184  |               |
| LMGT3         | #77 Proton Competition | Bernardo Sousa Ben Tuck Benjamin Barker         | Ford Mustang LMGT3                                       | G                              | 169   |      |               |
| LMGT3         | #88 Proton Competition | Stefano Gattuso Giammarco Levorato Dennis Olsen | Ford Mustang LMGT3                                       | G                              | 86    |      |               |

### Statystyki

#### Najszybsze okrążenie
| Klasa    | Kierowca            | Zespół                       | Czas     | Okr. |
| -------- | ------------------- | ---------------------------- | -------- | ---- |
| Hypercar | Will Stevens        | #12 Cadillac Hertz Team JOTA | 1:24,498 | 3    |
| LMGT3    | Eduardo Barrichello | #10 Racing Spirit of Léman   | 1:34,463 | 189  |
| Źródło   |                     |                              |          |      |

1. ↑  Załoga #38 Cadillac Hertz Team JOTA została ukarana przesunięciem o jedno miejsce na starcie wyścigu za przeszkadzanie autu #93 podczas sesji kwalifikacyjnej[12].
2. ↑  Załoga #99 Proton Competition została ukarana przesunięciem o jedno miejsce na starcie wyścigu za przeszkadzanie autu #50 poczas sesji kwalifikacyjnej[14].
3. ↑  Załoga #60 Iron Lynx została ukarana unieważnieniem czasów okrążeń za przekroczenie prędkości w alei serwisowej[13].